# 紀元前741年
紀元前741年（きげんぜん741ねん）は、西暦（ローマ暦）による年。紀元前1世紀の共和政ローマ末期以降の古代ローマにおいては、ローマ建国紀元13年として知られていた。紀年法として西暦（キリスト紀元）がヨーロッパで広く普及した中世時代初期以降、この年は紀元前741年と表記されるのが一般的となった。

## 他の紀年法
- 干支 : 庚子
- 中国
  - 周 - 平王30年
  - 魯 - 恵公28年
  - 斉 - 荘公贖54年
  - 晋 - 昭侯5年
  - 秦 - 文公25年
  - 楚 - 蚡冒17年
  - 宋 - 宣公7年
  - 衛 - 荘公揚17年
  - 陳 - 桓公4年
  - 蔡 - 宣侯9年
  - 曹 - 桓公16年
  - 鄭 - 荘公3年
  - 燕 - 鄭侯24年
- 朝鮮
  - 檀紀1593年
- ユダヤ暦 : 3020年 - 3021年

## できごと
- 楚の蚡冒が死去し、弟の熊通が蚡冒の子を殺して自ら即位した。

## 死去
- 楚の蚡冒